# WWE Backlash St. Louis
Backlash St. Louis war eine Wrestling-Veranstaltung der WWE, die als Pay-per-View auf dem WWE Network, Peacock und Netflix ausgestrahlt wurde. Sie fand am 10. Mai 2025 im Enterprise Center in St. Louis, Missouri, Vereinigte Staaten statt. Es war die 20. Austragung des Backlash seit 1999.

## Hintergrund
Im Vorfeld der Veranstaltung wurden fünf Matches angesetzt.
Diese resultierten aus den Storylines, die in den Wochen vor Backlash bei Raw und SmackDown, den wöchentlichen ausgestrahlten Shows der WWE gezeigt wurden.

## Ergebnisse
| Matchart                                                       |                      |      |                                            | Zeit  |
| -------------------------------------------------------------- | -------------------- | ---- | ------------------------------------------ | ----- |
| Fatal four-Way Match um die WWE United States Championship     | Jacob Fatu (c)       | bes. | LA Knight, Drew McIntyre und Damian Priest | 17:55 |
| Singles-Match um die WWE Women’s Intercontinental Championship | Lyra Valkyria (c)    | bes. | Becky Lynch                                | 18:45 |
| Singles-Match um die WWE Intercontinental Championship         | Dominik Mysterio (c) | bes. | Penta                                      | 9:18  |
| Singles-Match                                                  | Gunther              | bes. | Pat McAfee                                 | 14:01 |
| Singles-Match um die Undisputed WWE Championship               | John Cena (c)        | bes. | Randy Orton                                | 27:50 |

| Funktion      | Name            |
| ------------- | --------------- |
| Kommentatoren | Wade Barrett    |
| Kommentatoren | Michael Cole    |
| Pre-Show      | Big E           |
| Pre-Show      | Jackie Redmond  |
| Pre-Show      | Peter Rosenberg |
| Pre-Show      | Vic Joseph      |
| Ringansagerin | Alicia Taylor   |